# Cirò (vignoble)
Pour les articles homonymes, voir Ciro (homonymie).
 (janvier 2013).
Si vous disposez d'ouvrages ou d'articles de référence ou si vous connaissez des sites web de qualité traitant du thème abordé ici, merci de compléter l'article en donnant les références utiles à sa vérifiabilité et en les liant à la section « Notes et références ».
Cirò est un vignoble de la région de Calabre dans le sud de l'Italie.
Si à l’époque d’Hérodote, la Calabre était réputée pour ses vins et qu’on dénommait cette partie de la péninsule italienne Enotria, dont la traduction généralement acceptée est « terre de vins » ou « terre de vignes », la Calabre ne jouit plus de cette reconnaissance et est aujourd’hui parmi les régions d’Italie produisant le moins de vin. À son sujet, le Larousse des vins indique par exemple : « Les classiques problèmes de l’Italie sont ici aggravés par la présence de populations, locales et touristiques, apparemment prêtes à boire n’importe quoi, ce qui n’encourage pas à l’effort. Seuls les vins DOC de Cirò (trois couleurs, le meilleur étant le rouge) ont une réputation tout juste méritée » . Ainsi, il semble que la Calabre n’est pas réputée pour ses vins mais qu’il existe apparemment une exception, soit la ville de Cirò, où est produit le vin Cirò DOC.

## Production
En 1997, la production totale de vins « Cirò DOC » a été de 30 997 hl[réf. nécessaire]. Ceci représente plus de 40 millions de bouteilles[réf. nécessaire]. Pour saisir l’importance de cette production, il faut la replacer dans le contexte régional et national. Cette même année, la Calabre a produit 753 000 hectolitres de vin, soit 1,49 % des 50 millions et demi d’hectolitres produits par l’ensemble de l’Italie[réf. nécessaire]. De ce total national, environ 10 millions et demi d’hectolitres étaient des vins DOC et DOCG, soit 20,84 %[réf. nécessaire]. En Calabre, la production de vin DOC s’élevait à 36 000 hl, soit 4,78 % de son volume de production viticole, et 0,34 % seulement de l’ensemble la production vinicole DOC et DOCG nationale[réf. nécessaire]. Il est frappant de constater que sur ce total régional, 86,10 % des vins DOC produits par la Calabre provenaient de la zone « Cirò » DOC[réf. nécessaire]. En d’autres mots, cette zone est responsable de près de la totalité de la production DOC de la Calabre, et pratiquement la seule à être exportée hors des frontières régionales.

## Place du Cirò dans les vins de Calabre
Il existe 11 autres vins DOC en Calabre : Donnici, Savuto, Pollino, Melissa, Lamezia, Sant'Anna di Isola Capo Rizzuto, Greco di Bianco, Scavigna, San Vito di Luzzi, Verbicaro et Bivongi. Cependant, leur production est marginale en comparaison à celle du Cirò. De plus, aucune autre Denominazione di origine controllatta de Calabre ne détient une reconnaissance comme celle du Cirò. Seul le Greco di Binaco est un peu connu en dehors de sa zone de production. En effet, au-delà de son importance en termes de volume à l’échelle régionale, l’élément intéressant de la réalité vitivinicole de Cirò est que ce vin est l’unique vin de Calabre à avoir une certaine reconnaissance à l’échelle nationale et internationale, comme en fait foi le passage du Larousse des vins cité précédemment. Principalement exporté en Allemagne et en Suisse, le vin de Cirò se retrouve aussi en Angleterre, au Japon, aux États-Unis et au Canada[réf. souhaitée].

## Aire de production
La Calabre se subdivise en cinq provinces administratives : Cosenza, Catanzaro, Reggio Calabria, Vibo Valentia et Crotone. C’est dans cette dernière province, dont la ville de Crotone constitue le chef-lieu, que se trouvent les communes de Cirò et de Cirò Marina. La province forme un triangle de 1 702 km2 s’étendant sur 30 km de large entre les versants occidentaux des massifs de la Sila et la mer Ionienne, et sur 70 km le long de la côte[réf. souhaitée]. La zone de production des vins « Cirò DOC » s’étend sur les quatre communes formant la limite nord de la province de Crotone, soit Cirò, Cirò Marina, Crucoli et Melissa. Néanmoins, la spécialisation viticole origine de Cirò, et le cœur de l’industrie vitivinicole actuelle se concentre à Cirò Marina où l’on retrouve la majorité des firmes vinicoles.

## Le Cirò DOC
Depuis le début des années 1960, la production vitivinicole italienne est régie par l’État par l’entremise de la loi sur les denominazioni di origine. Quoique les producteurs reconnaissent qu’historiquement le vin de Cirò soit un vin rouge, la denominazione di origine controllata « Cirò » -constituée en 1969- permet et réglemente les conditions et exigences de production aussi bien en rouge qu’en rosé et en blanc. Les vins « Cirò » rouges et rosés doivent être produits à partir du Gaglioppo, cépage traditionnel spécifique à la zone. Peuvent également entrer dans la composition de ces vins les raisins des cépages trebbiano toscano et greco bianco, mais dans une proportion ne dépassant pas 5 %[réf. nécessaire]. Le Cirò bianco doit être obtenu par vinification des raisins de cépage Greco bianco, un autre cépage spécifique à la Calabre, auquel peuvent être assemblés les raisins du cépage Trebbiano toscano jusqu’à concurrence de 10 %[réf. nécessaire].
Les raisins doivent obligatoirement être cultivés à l’intérieur des zones de production officiellement reconnues qui comprennent tout le territoire des deux communes de Cirò et Cirò Marina, soit respectivement 7015 et 4 160 ha, s’étendent partiellement sur la commune de Melissa au sud jusqu’à la hauteur de Torre Melissa sur 3 393 ha, et au nord sur la commune de Crucoli sur 2 631 ha[réf. nécessaire]. Enfin, deux parcelles totalement détachées de la zone principale, d’une superficie de 267 ha et de 105 ha[réf. nécessaire], se trouvent dans le territoire de la commune de Crucoli et complètent l’aire de culture totale légalement reconnue. En ce qui a trait à la viticulture, le règlement stipule que les conditions de culture doivent être celles traditionnelles à la zone. L’organisation des vignobles, la culture des vignes et les systèmes de taille doivent être ceux généralement utilisés ou, de quelque façon que ce soit, aptes à ne pas modifier les caractéristiques propres des raisins et des vins. Le rendement maximum de raisins permis pour la production des vins « Cirò » rouge et rosé ne doit pas excéder 115 quintaux par hectare de vignoble en culture spécialisée, et pour le « Cirò » blanc ce rendement ne doit pas être supérieur à 135 quintaux par hectare[réf. nécessaire].
Les opérations de vinification, d’élevage et de conservation du vin « Cirò » rouge doivent obligatoirement être conduites à l’intérieur des territoires des quatre communes. Lors de la vinification, le pourcentage maximum de vin produit à partir d’une quantité donnée de raisins ne doit pas excéder les 70 % pour le « Cirò » rouge et rosé, et 72 % pour le « Cirò » blanc[réf. nécessaire]. Les raisins destinés à la vinification doivent atteindre un titre d’alcoométrie naturelle de 12 % par volume pour les vins « Cirò » rouges et rosés, et de 10,5 % pour le vin « Cirò » blanc[réf. nécessaire]. Ne sont admises que les pratiques œnologiques locales intègres et constantes, de manière à conférer au vin ses caractéristiques propres. Le « Cirò » rouge ne peut être mis en vente avant le premier juin de l’année suivant celle de sa vendange.

### Appellations
L’appellation supplémentaire de « classico » est réservée au vin « Cirò » rouge produit à partir de raisins provenant et vinifiés à l’intérieur des limites communales de Cirò et de Cirò Marina. Les vins « Cirò » rouge et « Cirò » rouge classico qui proviennent de raisins détenant un niveau d’alcoométrie minimum de 13 % par volume, et qui ont un titre d’alcoométrie minimum de 13,5 % une fois vinifiés peuvent porter la mention « superiore »[réf. nécessaire]. Enfin, les vins « Cirò » rouge superiore et « Cirò » rouge classico superirore qui ont été soumis à un vieillissement minimum de deux ans peuvent porter sur l’étiquette la qualification « riserva ». La période de vieillissement est alors mesurée à partir du premier janvier suivant l’année de production des raisins.

## Caractéristiques organoleptiques
Le vin de Cirò rouge est de couleur cerise orangé peu soutenu et limpide. Les arômes uniques et particuliers que lui confère le cépage gaglioppo sont floraux et très parfumés. En vieillissant, ce vin développe des arômes d'hydrocarbures très agréables. En bouche, le vin présente une belle acidité et un degré d'alcool élevé. Les tanins sont affirmés. Lorsqu'il est bien vinifié, il s'agit d'un très bon vin présentant des qualités spéciales qui sauront charmer l'amateur[réf. souhaitée].